# ابس والی (ویرجینیا)
ابس والی، ویرجینیا (به انگلیسی: Abbs Valley, Virginia) در ایالات متحده آمریکا است که در ویرجینیا واقع شده‌است.